# Norai

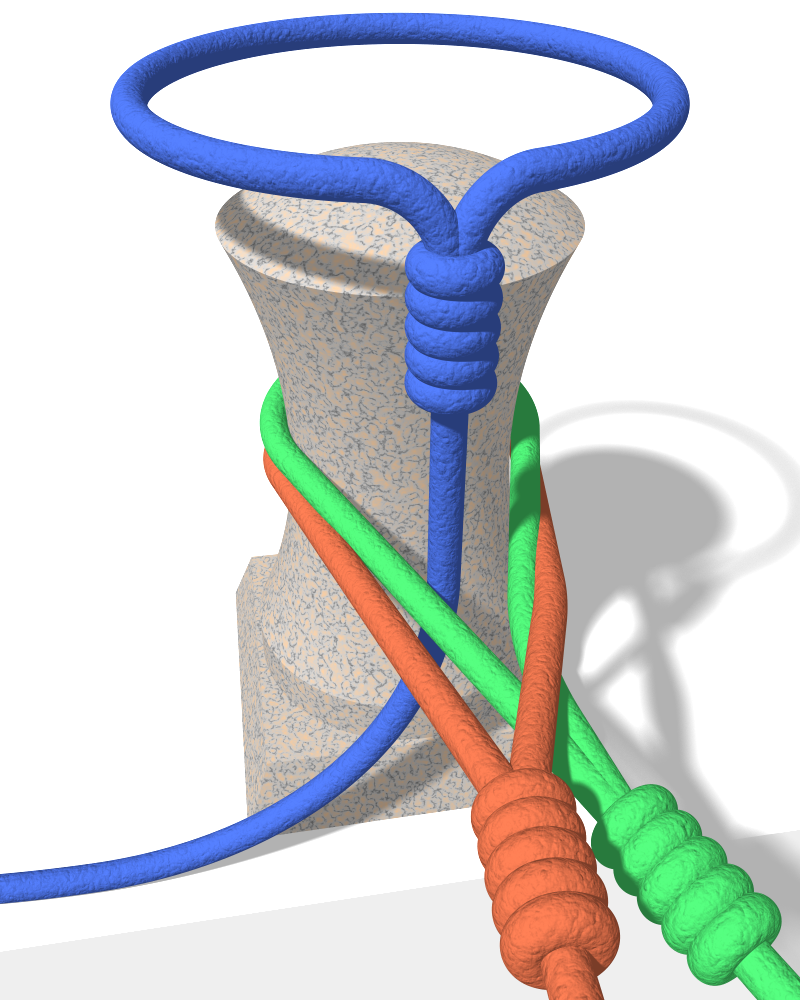
Forma correcta d'encapellar gasses al norai.

En l'argot mariner, el terme  norai  s'utilitza per fer referència a un tipus concret d'element d'amarratge en terra que permet fixar l'embarcació.
Rep també el nom de bol·lard (de l'anglès bollard).
Les gasses dels caps d'amarratge s'encapellen segons mostra la figura (encapellades una sobre l'altra). Això permet que l'ordre en què es surt de l'amarratge sigui indiferent, és a dir, es pot ser deixat anar qualsevol gassa en qualsevol ordre, cosa que facilita enormement la maniobra de desatracada.
Noteu que si s'encapellessin un a continuació de l'altre (sense aquesta enginyosa precaució), obligaria a efectuar la maniobra en l'ordre invers a l'hora de salpar.